# Цвета Трифонова
Цвета Трифонова е българска литературна историчка. Работи в областта на архивистиката, литературната история и текстологията. Публикувала е монографии за Никола Вапцаров, Яна Язова, Данаил Крапчев, Георги Марков и над 100 студии, статии, предговори и рецензии

## Биография
Родена е на 5 август 1944 г. в Ямбол. Завършила е Полувисшия институт по съобщенията (1966) и българска филология и история (1979) в Софийския университет „Св. Климент Охридски“. От 1981 г. до края на 2009 г. работи в Института за литература при Българска академия на науките. Занимава се с литературна история, литературно изворознание, публицистика и критика. От 2010 г. до края на живота си живее и работи в Банско.

## Творческа дейност
Автор е на монографиите:
- „Архив Н.Вапцаров. Аналитичен опис“ (1992)
- „Никола Вапцаров. Текстът и сянката“ (2004)
- „Писатели и досиета“ (2004)
- „Георги Марков. Да пишеш за да можеш да умреш“ (2012) – литературоведски сборник.

Съставител, автор на предговори, биографични справки и справочен апарат на книгите:
- „Мойра. Епистоларният роман на Яна Язова и Александър Балабанов“ (1996) (съвместно с П. Величков);
- „Данаил Крапчев и вестник „Зора“. Незабравимото“ (2006) – мемоарно-документален сборник;
- “Дух над мене: Яна Язова до Александър Балабанов. Писма“ (2016);

Редактира и подготвя за печат (по чернова) романите:
- „Война“ от Яна Язова;
- „Покривът“ от Георги Марков, изд. 2007 г. Предговорът, бележките и приложенията към книгата са написани от нея.

Публикувала е многобройни статии, рецензии и студии за сборници, книги, литературни вестници и сайтове.